# NGC 5308
NGC 5308 é uma galáxia lenticular (S0) localizada na direcção da constelação de Ursa Major. Possui uma declinação de +60° 58' 22" e uma ascensão recta de 13 horas, 47 minutos e 00,0 segundos.
A galáxia NGC 5308 foi descoberta em 19 de Março de 1790 por William Herschel.